# 小堀勝啓の心にブギウギ!
『小堀勝啓の心にブギウギ!』（こぼりかつひろのこころにブギウギ）は、2002年4月1日から2009年4月3日までCBCラジオで放送されていたラジオ番組。
2006年冬の調査（ビデオリサーチ）では夏の調査に引き続き、聴取率1位を獲得した(16～18時の時間帯)が、2007年春の調査では同年4月から2014年9月26日まで東海ラジオで放送されていた番組『安蒜豊三 夕焼けナビ』に敗れた。なお番組スタート以来、東海ラジオの『天野良春のラジオクルージング』に2005年夏と冬に敗れたほかは、同率の場合も含め時間帯1位の聴取率を獲得してきた。

## 出演者
- 小堀勝啓(CBCアナウンサー)
  - 小堀が番組に出られない（1週間程度の休暇など）場合、伊藤敦基が担当することが多かった（プロ野球シーズン中にピンチヒッターを担当すると、伊藤がスポーツアナであるためか、ドラゴンズをはじめとしたスポーツに関するフリーのメッセージの割合が多くなっていた）。

16:38からの暮らしの知恵袋というコーナーでは、以下の人物がリポーターを務めていた。
- (月)菜月「これって常識？」
- (火)平松圭子「主婦ダス」
- (水)早川敦子「元気予報」
- (木)藪みゆき「週末ごろりエンタメ」
- (金)南部志穂(CBCアナウンサー)「イマトレ」

## 放送時間
- 月曜日～金曜日 16:00～17:53（JST）

## 2002年4月～2006年3月の主なコーナー
- こころにビビビ･･･ゲストを迎えてのインタビュー。
- こころにウルル･･･聴取者から寄せられた心温まる内容や涙を誘う内容の手紙を朗読し、リクエスト曲をかける。
- こころにレレレ･･･日替わりのレポーターが様々な話題を届ける。どちらかというと雑学的内容が多い。
- オヤジの食卓･･･CBCのレポートドライバーによる中継コーナーで、食を扱う内容が多い。

これらのコーナーは2006年4月の改編ですべて廃止、新しいコーナーに入れ替わる。

## 2006年4月からの新しいコーナー
- ブギスポ　その日のスポーツ・芸能ニュースを伝える。耳で聞くスポーツ新聞というコンセプト。なお他局に対抗してか、シーズン中のドラゴンズの試合がある放送日のみ、ドラゴンズ情報を現地からリポートするようになった（コーナー開始当初はなかった）。
- コボリ倶楽部　ゲストを迎えてのインタビューコーナー。
- “暮らしの知恵袋” (2007年5月13日). 2007年5月13日時点のオリジナルよりアーカイブ。2007年5月13日閲覧。　上記のレポーター陣が日替わりで、生活に役立つ情報を伝える。
- “それ行け!ブギウギ娘” (2006年11月14日). 2006年11月14日時点のオリジナルよりアーカイブ。2006年11月14日閲覧。レポートドライバーによる中継コーナー。

## 音楽
この番組は、AMラジオの平日夕方の番組にしてはよく曲のかかる番組で、以下のコーナーに一定のルールに基づいて選曲されてきた。
- オープニング･･･スターダスト・レビューの「シュガーはお年頃」や、最近CBCラジオでプッシュしている曲（いわゆるパワープレイ）、及び番組制作陣が気に入っている曲をよくかける。
- こころにビビビ･･･この番組のゲストの多くが音楽関係者なので、ゲストにまつわる曲をかけている。
- こころにウルル･･･手紙の送り主からのリクエスト曲をかけるが、中高年層からの手紙が多い関係か、演歌や歌謡曲がよくかかる。

以上のコーナーは2006年4月の改編ですべて終了した。
- 唄う長島温泉･･･2006年4月までの放送では、1960～80年代の洋楽をかけていた。以降は、ジャンルなどを問わずに選曲している。
- しめの一曲･･･小堀アナや番組スタッフが発掘してきた、他の一般的な番組ではあまりかけない曲をかける。ナイターシーズンの間は月曜日、シーズンオフには毎回放送している。

祝祭日の場合は、「休日特集」と題して、普段より曲のかかる比率が高くなり、小堀が好きな曲がかかることもある。
| CBCラジオ 月曜～金曜16:00～17:53(～18:00)枠 | CBCラジオ 月曜～金曜16:00～17:53(～18:00)枠 | CBCラジオ 月曜～金曜16:00～17:53(～18:00)枠 |
| 前番組                                      | 番組名                                      | 次番組                                      |
| ------------------------------------------- | ------------------------------------------- | ------------------------------------------- |
| 重盛啓之の元気! Mori Mori                   | 小堀勝啓の心にブギウギ!                     | ごごイチ                                    |